# Hans Fellenius
Hans Börje Fellenius, född 21 april 1933 i Stockholm, död 15 juli 1990, var en svensk färgblind bildkonstnär, länge bosatt och verksam på Måsta gård (fd Tunafors Bruksherrgård) i Södermanland.
Hans Fellenius studerade vid Konstakademin och Otte Skölds målarskola, samt i Italien, Grekland och Frankrike. Han var italienska Statens Kulturstipendiat 1952, San Michèle Stipendiet 1953, och var av grekiska kulturministeriet inbjuden utställare i Aten 1953.
Fellenius har haft separatutställningar i Stockholm 1954, Konstakademin i Charlottenburg, Köpenhamn 1955, Västra Sörmlands Konstförening,1961, Örebro läns museum 1962, Hälsinglands Museum 1963, Dalarnas Museum 1964, Salong Strindberg, Helsingfors 1965, Düsseldorf, Wien 1961–1966.
Hans Fellenius var hedersledamot i Konstakademien i Rom och erhöll professors titel.
Han är representerad på Nationalmuseum Stockholm, Statens museum for Kunst, Köpenhamn och vid flera statliga och privata samlingar i Europa och USA.
Åren mellan 1985 och 1991 drevs Hans gallerier Modern konst i hemmiljö Strandvägen 47 samt Galleri Humlan Sturegatan 30 Sthlm. av Hans barn: Beatrice Fellenius och Johan Fille Fellenius med stor kulturell framgång. Hans Fellenius är begravd på Skogskyrkogården i Stockholm.